# Billy Baird (Fußballspieler)
William Torrance „Billy“ Baird (* 14. Juli 1874 in Glasgow; † unbekannt) war ein schottischer Fußballspieler.

## Karriere
Baird spielte 1894/95 für die Queen’s Park Strollers, die zweite Mannschaft des FC Queen’s Park. Zu Beginn der Saison 1895/96 war er bei Greenock Morton gemeldet, für den Klub absolvierte er in der Folge drei Ligaeinsätze in der Scottish Football League Division Two. Bereits Anfang Oktober 1895 wurde sein Wechsel zum nordenglischen Klub FC Rossendale vermeldet, der in der Lancashire Combination spielte. Dort war er in den folgenden Monaten sowohl in Ligaspielen als auch im FA Cup als Torschütze erfolgreich. Nachdem er im Februar 1896 bei einem 3:0-Erfolg über Bacup zwei Treffer erzielt hatte, hielt die Burnley Gazette fest: „Duckworth und Baird waren die besten Stürmer“, beide wurden im März 1896 vom Klub entlassen.
Im Juli 1896 wurde er als Neuzugang des Erstdivisionärs FC Stoke vermeldet. Der Scottish Referee berichtete davon, dass er zuvor bei Stokes Lokalkonkurrenten Burslem Port Vale gespielt haben soll und mit dem Wechsel eine Verbesserung seines wöchentlichen Lohns von 2 £ auf 3 £ einhergegangen sein soll und ihm zudem eine Anstellung verschafft worden wäre. Die Athletic News hingegen vermeldete den Zugang des Stürmers aus Schottland und nennt als abgebende Vereine Greenock Morton und Queen’s Park; mit Samuel Woods verpflichtete Stoke einen weiteren Stürmer Greenocks.
Im September 1896 kam Baird an drei der ersten vier Spieltage für Stoke in der Football League First Division zum Einsatz. Bereits nach seinem zweiten torlosen Auftritt auf der Mittelstürmerposition gegen die Wolverhampton Wanderers (2:1) urteilte der Korrespondent der Athletic News: „Baird war ein sehr schwacher Punkt in der Sturmreihe, und wird, befürchte ich, nie ein Erfolg in der [Sturm-]Mitte.“ Als Ersatz für Alf Wood kam er noch bei einer 2:3-Niederlage gegen die Bolton Wanderers zu einem Einsatz als Halbstürmer. Im Frühjahr 1897 war er zurück bei Morton, sein Auftritt am 1. Mai 1897 gegen Port Glasgow Athletic blieb aber sein einziger Einsatz nach seiner Rückkehr. Presseseitig wurde bei der 1:5-Niederlage Mortons Sturmreihe eine „jämmerliche Darbietung“ attestiert und Bairds Leistung wurde in „auffälligem Unterschied“ zu William John Smith gesehen, dem Mittelstürmer von Port Glasgow.